# Mauritiusrotunde

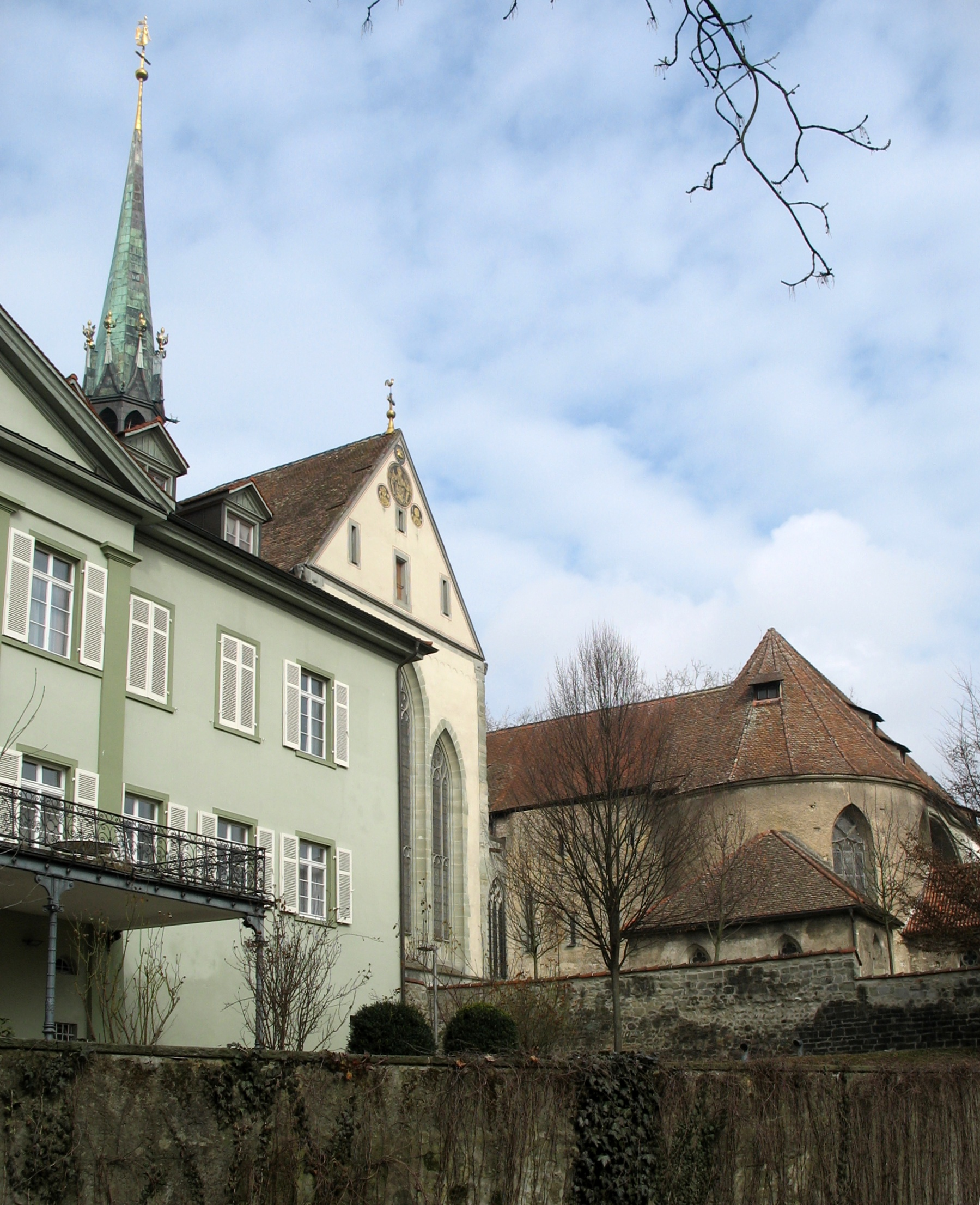
Konstanzer Münster (links) mit angrenzender Mauritiusrotunde (rechts)

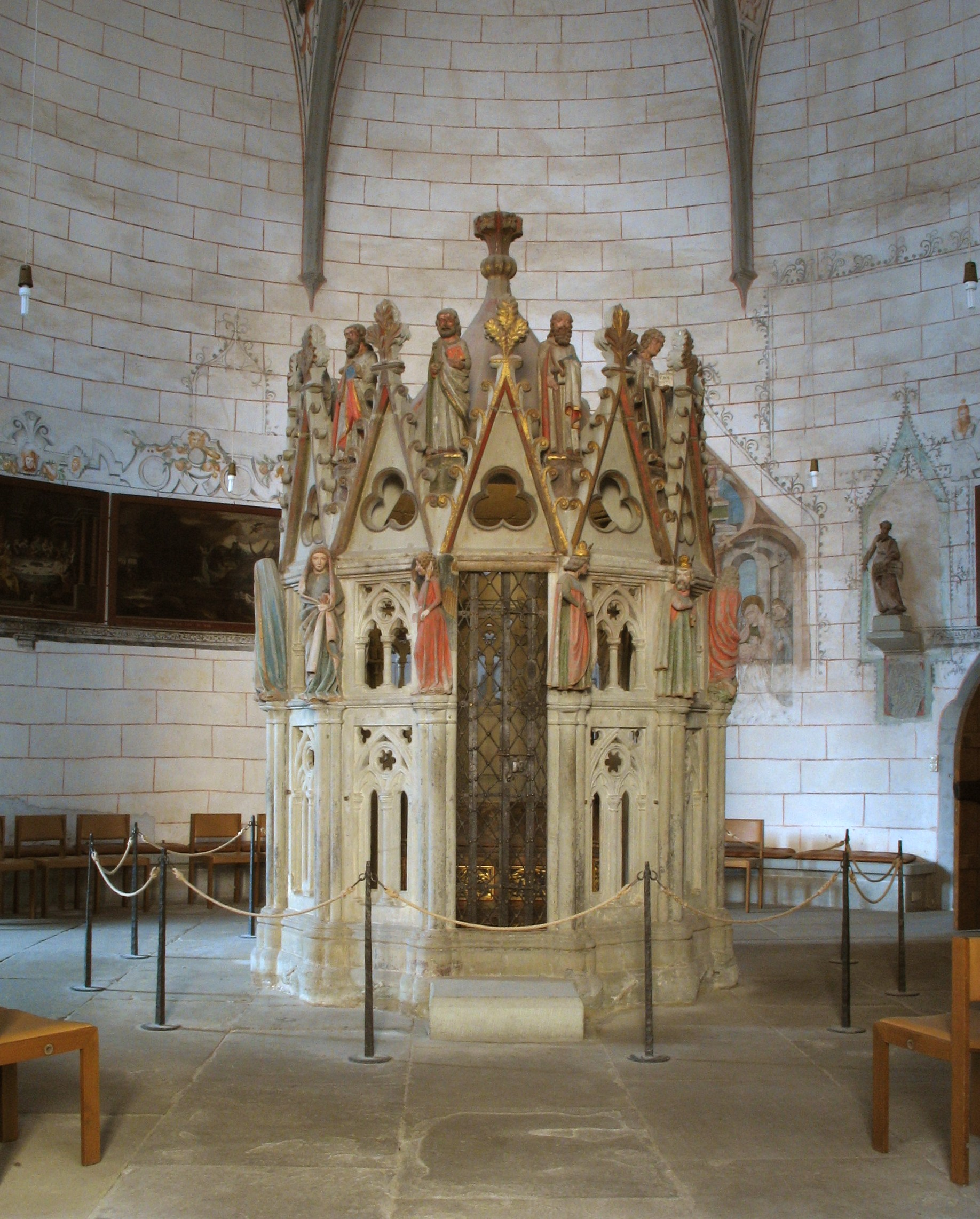
Mauritiusrotunde mit Heiligem Grab (Ostseite)

Die Mauritiusrotunde oder auch Kapelle des Heiligen Grabes ist eine eingeschossige Rundkapelle östlich des Konstanzer Münsters, mit dem sie durch einen Kreuzgang verbunden ist. Erbaut wurde sie in der Vorromanik nach 940 und erneuert in der Gotik um 1300. Von herausragender kunsthistorischer Bedeutung ist die frühgotische Nachbildung des Heiligen Grabes (um 1260) im Innern der Rotunde. Das Bauwerk gilt als bedeutendste Kirchengründung des Hl. Konrad (Bischof von Konstanz 934–975).

## Architektur

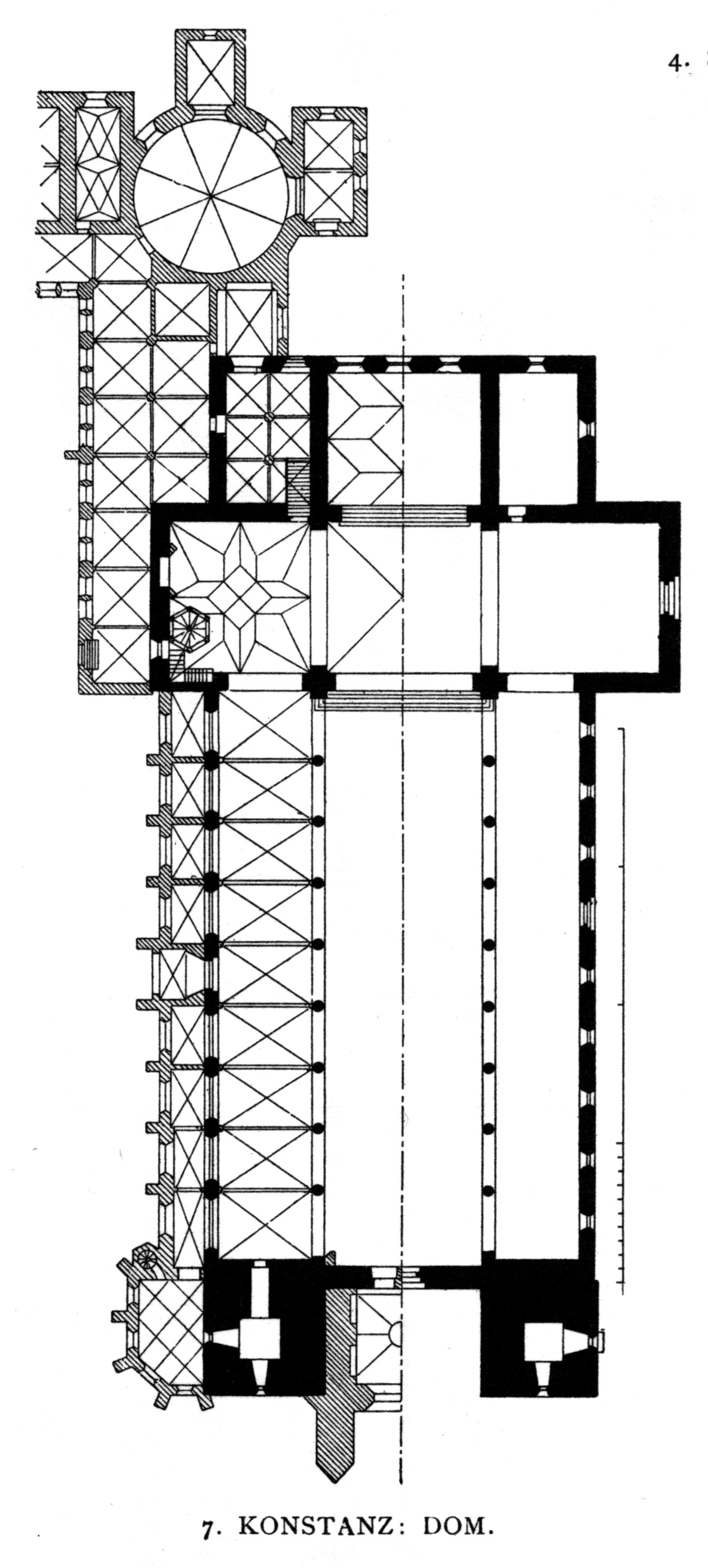
Grundriss des Münsters mit der Mauritiusrotunde (oben links)

Die kreisrunde Kapelle (Durchmesser 11,3 m) imitiert in einer Verkleinerung von 1:2 den Zentralbau der Grabeskirche in Jerusalem, wie er vor seiner Zerstörung im Jahre 1009 bestand. Um 1300 wurde das Bauwerk umfassend erneuert, aufgestockt und mit einer gotischen Rippenkuppel sowie Maßwerkfenstern versehen. Um diese Zeit entstand auch der Kreuzgang, der sie mit dem Nordchor des Münsters, der Vorhalle der Krypta, der ehemaligen Domschule und dem Domkapitelsaal verbindet. Den Raum überspannt ein gotisches Gewölbe mit acht Kappen, zwischen dessen strahlenförmigen Rippen sich dekorative florale Malereien befinden. Sie entstanden 1571, als man auch in der Reformationszeit entstandene Beschädigungen reparierte.
Ursprünglich vier rechteckige Kapellen schlossen sich einst kreuzförmig an die Rotunde an. Heute sind es nur noch zwei, eine davon im Osten (Ostkapelle) und eine im Süden (Blasius- oder Dreifaltigkeitskapelle). Beide Kapellenräume besitzen eigene Altäre. In der Ostkapelle ist das plastisch aus Sandstein gestaltete Epitaph des Domherrn Gottfried Christoph von Zimmern († 1570) in die Wand eingelassen. Wandmalereien links und rechts des Epitaphs zeigen die Kirchenpatrone St. Konrad und St. Pelagius. Die Deckengewölbe beider Kapellen sind mit Malereien verziert.

## Das Heilige Grab

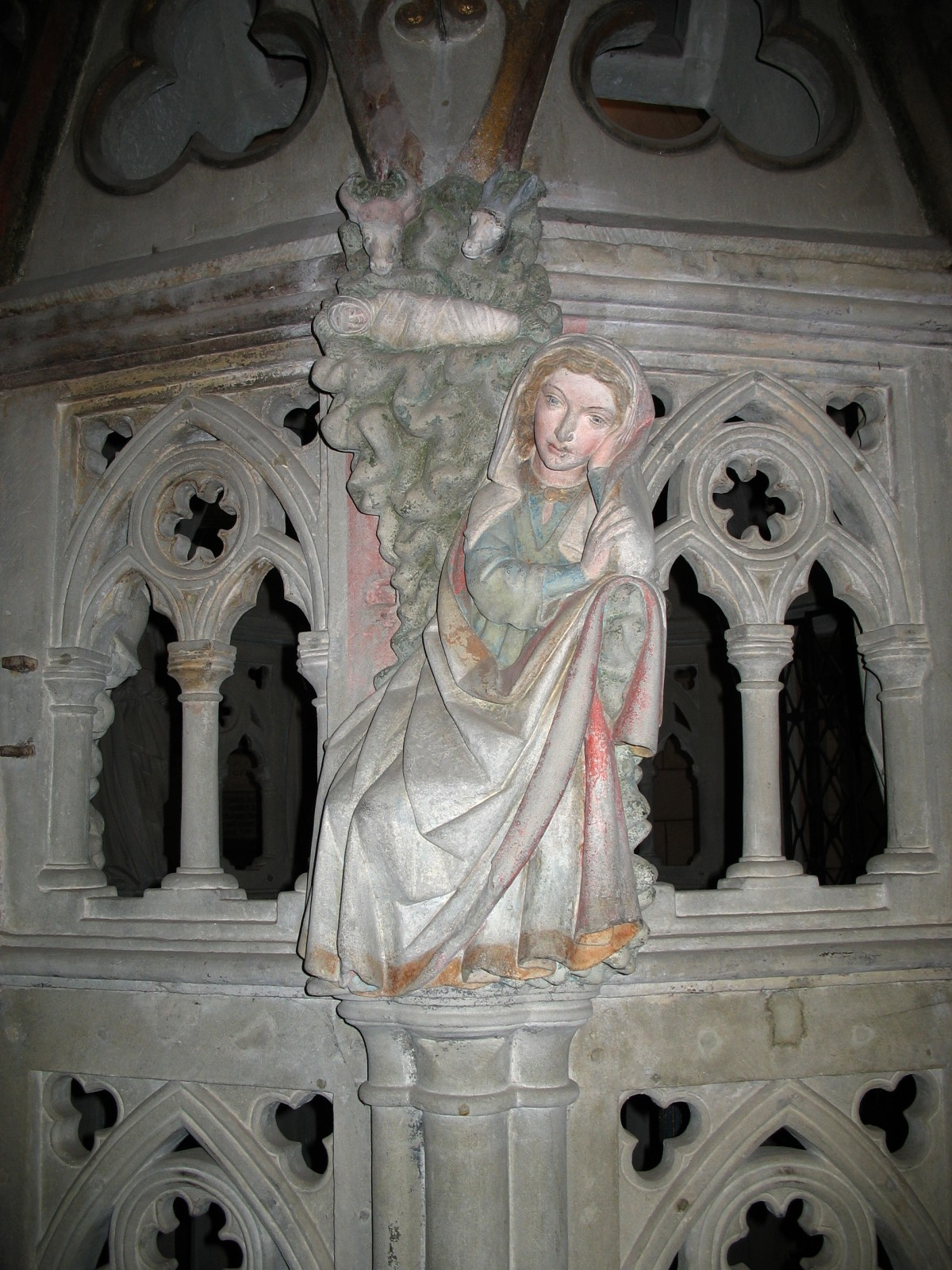
Skulptur der Maria und des Christuskinds mit Ochs und Esel

In der Mitte der Kapelle befindet sich das Heilige Grab, das die Grabstelle Christi repräsentiert. Das zwölfeckige Häuschen aus Sandstein (Durchmesser 2,43 m; Höhe 4,65 m) entstand um 1260 und gilt als früheste gotische Bauskulptur des Münsters. Es handelt sich um eines der wenigen noch in ihrer ursprünglichen architektonischen Umgebung bestehenden Heiligen Gräber und neben dem Heiligen Grab im Magdeburger Dom ist es das einzige Beispiel hochgotischer Kleinbauten zwischen Monumental- und Mikroarchitektur. Es ersetzte einen bestehenden ähnlichen Bau, der bereits seit Bischof Konrads Zeiten bestand. Dieser Vorgänger soll aus Gold und Silber bestanden haben oder zumindest vergoldet gewesen sein.
Die reich gegliederte Kleinarchitektur des Heiligen Grabes ist mit zweigeschossigen Maßwerkfassaden im Stil der französischen Gotik geschmückt und weist im oberen Teil zwölf Skulpturen auf, die ursprünglich farbig gefasst waren. Den Abschluss bilden zwölf mit Krabben besetzte Wimperge, dazwischen an den Ecken Figuren der zwölf Apostel. Kaum erkennbar befindet sich dahinter die zwölfseitige, kunstvoll durchbrochene und mit einer Kreuzblume bekrönte Steinkuppel.
Rings um das Heilige Grab bilden die zwölf Figuren etwa auf Augenhöhe im Wechselspiel miteinander Szenen aus der Weihnachtsgeschichte, angefangen bei der Verkündigung Mariens. Die Figuren sind zwar stilistisch von französischer Herkunft, gelten jedoch als beeinflusst vom „innigen“ und „gemütvollen“ Bodenseestil.
Im Inneren des Heiligen Grabes finden sich auf derselben Höhe wie außen drei Szenen aus der Grablegung Christi: Die erste Szene zeigt die drei Frauen, wie sie bei einem Apotheker Salbe für die Einbalsamierung des Leichnams kaufen. Der Apotheker ist mit einer Stielbrille dargestellt, womöglich der ersten skulpturalen Brillendarstellung überhaupt. Die zweite Bildszene zeigt die schlafenden Wächter am Grab Jesu – drei Männer in mittelalterlicher Rüstung –, die dritte die drei Frauen, denen ein Engel von der Auferstehung Jesu Christi berichtet. Die nach Osten zeigende Wandfläche ist mit einer Gittertür versehen, so dass das Innere für liturgische Zwecke zu betreten ist. In der Mitte des Grabbaus steht seit 1552 ein rechteckiger spätgotischer Holzschrein, der vermutlich einen in der Reformationszeit zerstörten Silberschrein ersetzte.

## Liturgische Funktion

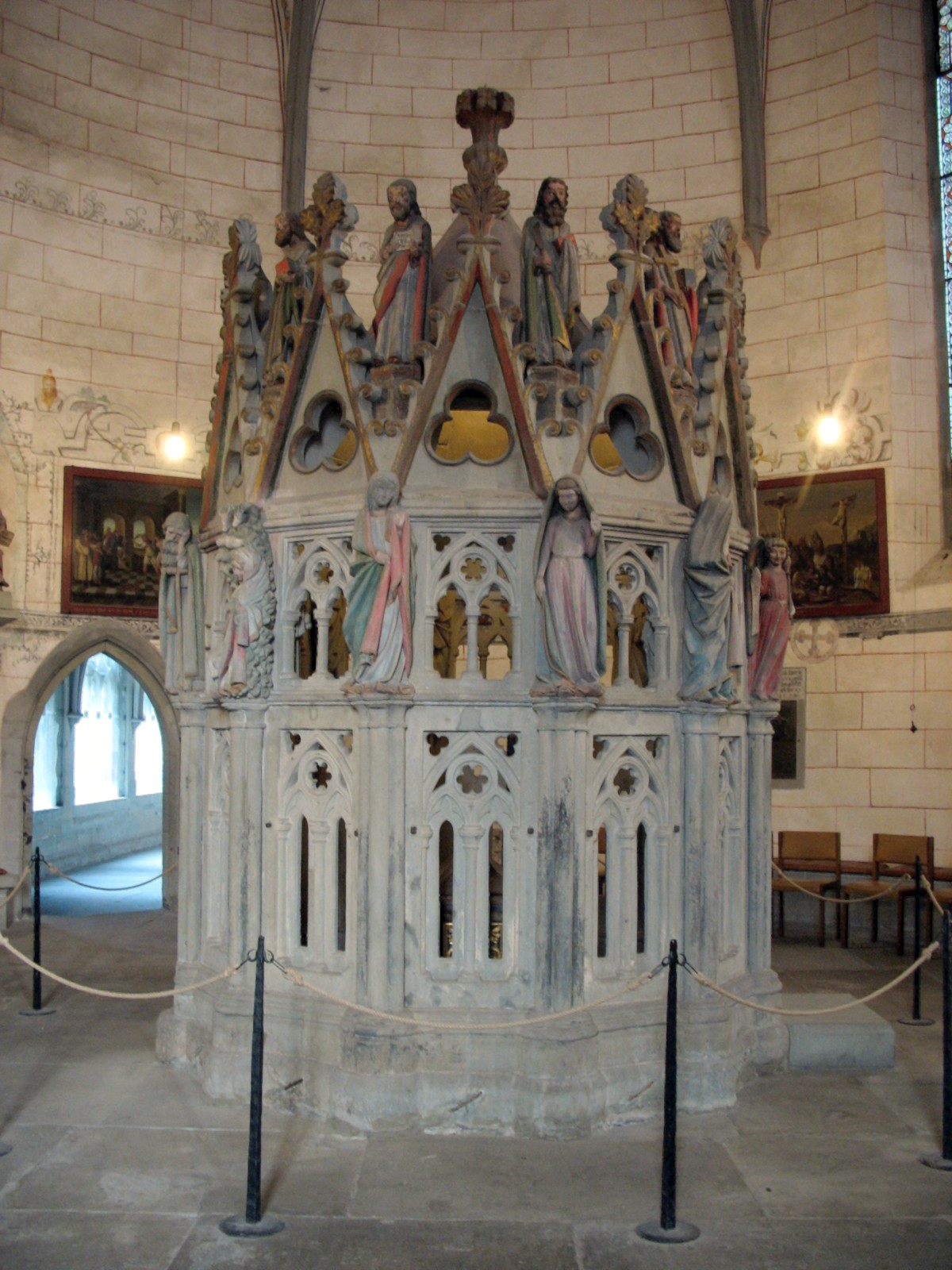
Das Heilige Grab (Südseite)

Bischof Konrad von Konstanz (Amtszeit 934–975) ließ die Mauritiusrotunde nach dem Jahr 940 – nach seiner zweiten Pilgerfahrt nach Jerusalem – errichten. In verkleinertem Maßstab bildete das Bauwerk die Jerusalemer Grabeskirche nach, zu dieser Zeit das wichtigste religiöse Zentrum des Christentums. Konrad selbst reiste zeit seines Lebens drei Mal nach Jerusalem.
Der Rundbau entstand ursprünglich als freistehendes Gebäude nordöstlich des Münsters, das zu dieser Zeit noch kein Querhaus besaß. Die Position der Rotunde nordöstlich der Bischofskirche imitiert vielleicht die Stellung der frühmittelalterlichen Mausoleen am damals bestehenden Petersdom. Ursprünglich versah Konrad die Mauritiuskirche mit zwölf Kanonikern, der Zahl der Apostel entsprechend. Sie war somit die dritte Stiftskirche der Stadt nach dem Bischofsmünster und der Stephanskirche. Vermutlich aus Kostengründen wurden diese Stellen jedoch bald wieder abgeschafft.
Die Kapelle war dem Hl. Mauritius geweiht, der als Schutzpatron der ottonischen Könige galt und seit dem 5. Jahrhundert wachsende Verehrung im Heiligen Römischen Reich fand. Das Bauwerk gilt daher auch als politische Treuebekundung des Bischofs gegenüber den herrschenden Liudolfingern. Reliquien des Reichsheiligen kamen über den Augsburger Bischof Ulrich I. (923–973) vom Kloster Reichenau nach Konstanz.
In erster Linie muss in der Mauritiuskapelle ein liturgischer Ort gesehen werden, der innerhalb der Domliturgie einen wesentlichen Stellenwert als Station bei Prozessionen innehatte und zugleich Sitz der Kanoniker von St. Mauritius war. Der Altar war mit regelmäßigen Einkünften ausgestattet. Als Taufkirche wird die Kapelle nicht zu verstehen sein, obgleich sie in der Literatur verschiedentlich mit dem Gang zum Taufbrunnen in Verbindung gebracht wird.
Zu Ostern fanden hier vermutlich liturgische Osterspiele statt, bei denen der Heilig-Grab-Aufbau in die Liturgie einbezogen wurde. Vor Publikum wurden die Stationen der Auferstehung szenisch dargestellt: der Besuch der drei Frauen am Grabe, der Wettlauf der Jünger zum Grab, die Erscheinung des Auferstandenen. Die Rollen wurden von Geistlichen übernommen und auf Latein gesprochen. Damit wäre die Mauritiusrotunde die „älteste erhaltene nachantike Bühne“.
Das „Konstanzer Osterspiel“ ist in seiner Grundform und Einordnung in die Domliturgie rein liturgisch und wurde unter Ausschluss der Öffentlichkeit begangen. In seiner Ausstattung und Funktion tritt das Heilige Grab in intensive Verbindung zu seiner Anlage auf dem ehemaligen Kapitelfriedhof und mit dem Kreuzgang, welcher mit Darstellungen der Leidenswerkzeuge, bzw. der Passion Christi selbst ausgestattet war. Das Heilige Grab und die Mauritiusrotunde sind noch heute fester Bestandteil der Festliturgie und werden in der Heiligen Woche weiterhin als Ostergrab genutzt.
Über Jahrhunderte war die Mauritiusrotunde Ziel von Pilgerfahrten. Die zahlreichen Pilger – vor allem Gläubige aus der Umgebung, die sich die weite Reise ins Heilige Land nicht leisten konnten – umrundeten das Heilige Grab drei Mal. Ein kleiner, im Heiligen Grab eingemauerter Stein stammt angeblich vom Grab Christi und soll von Konrad selbst von seinen Pilgerreisen mitgebracht worden sein. Für den Besuch des Konstanzer Münsters und seines Heiligen Grabes wurde für Pilger ein Ablass ausgesprochen. Noch heute ist die Kapelle eine Station auf drei Teilstrecken des Jakobsweges: dem Oberschwäbischen Jakobsweg und der Via Beuronensis dient die Mauritiuskapelle als Zielpunkt, dem Schwabenweg als Ausgangspunkt in die nahe Schweiz. Bischof Konrad von Konstanz wurde selbst an der Außenmauer der Kapelle beigesetzt, wo sein Grab vermutlich bereits kurz nach seinem Tod zum Ziel von Wallfahrern wurde. Konrads Heiligsprechung im Jahr 1123 steigerte noch die bestehende Verehrung. Über seinem mutmaßlichen Grab wurde zur Zeit der Heiligsprechung oder bereits früher ein kleiner Kapellenraum errichtet, der westlich an den Sockel der Mauritiusrotunde anschließt, aber nur von der Krypta des Münsters aus zugänglich ist. Die Konradikapelle besitzt eine künstlerisch hervorragende Ausstattung mit dem sogenannten Bockstorffer Altar (15. Jh.) und der durch Beuroner Malermönche gestalteten Wandmalerei im byzantinischen Stil (siehe Konstanzer Münster#Konradikapelle).

## Inschriftentafel

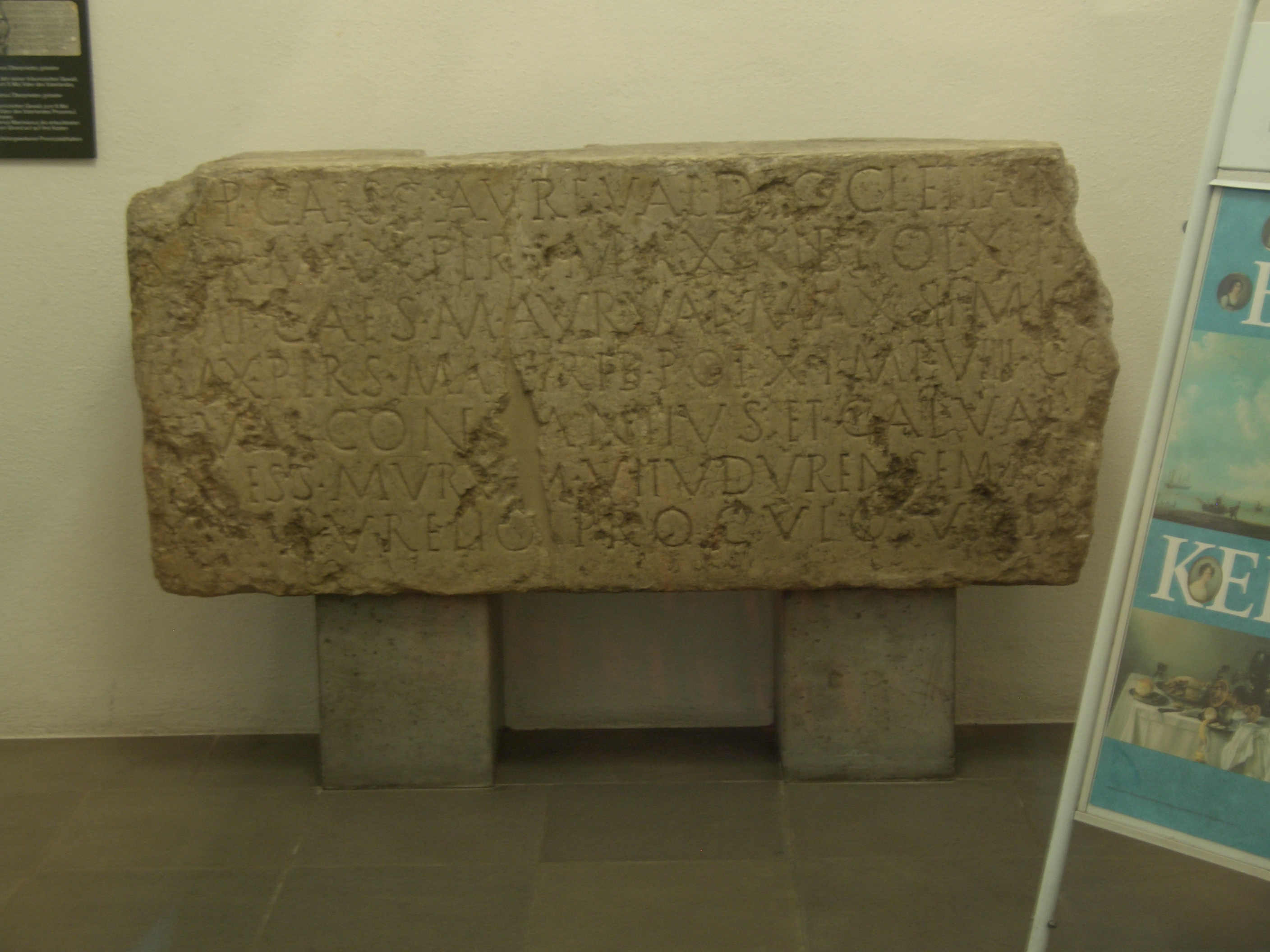
Inschriftentafel aus der Mauritiusrotunde, heute im Rathaus von Winterthur

In die Südwand der Rotunde war lange Zeit eine Steintafel (1,63 × 0,74 m) mit einer römischen Inschrift aus dem Jahr 294 eingelassen. Sie stammte als Fragment einer größeren Tafel aus dem römischen Kastell Vitudurum (heute auf Gebiet des Winterthurer Stadtteils Oberwinterthur) und wurde im frühen Mittelalter – vielleicht von Bischof Konrad selbst – nach Konstanz gebracht. 1968 wurde sie der Stadt Winterthur geschenkt. Seither ist sie im Rathaus von Winterthur ausgestellt; in der Mauritiusrotunde findet sich lediglich eine Abschrift. Der Text der Inschrift lautet wie folgt:
„[I]MP(erator) CAES(ar) C(aius) AURE(lius) VAL(erius) DIOCLETIAN[US PONT(ifex) MAX(imus) GER(manicus) MAX(imus) II]
SAR(maticus) MAX(imus) PERS(icus) MAX(imus) TRIB(unicia) POT(estate) XI IM[P(erator) X CO(n)S(ul) V P(ater) P(atriae) PROCO(n)S(ul) ET]
IMP(erator) CAES(ar) M(arcus) AUR(elius) VAL(erius) MAX{si}IMIA[NUS PONT(ifex) MAX(imus) GER(manicus) MAX(imus) SAR(maticus)]
MAX(imus) PERS(icus) MAX(imus) TRIB(unicia) POT(estate) X IMP(erator) VIIII CO(n)[S(ul) IIII P(ater) P(atriae) PROCO(n)S(ul) P(ii) F(elices) INV(icti) AUGG(usti)]
ET VAL(erius) CONSTANTIUS ET GAL(erius) VAL(erius) [MAXIMIANUS NOBILISSIMI]
[C]AESS(ares) MURUM VITUDURENSEM A S[OLO SUMPTU SUO FECERUNT]
AURELIO PROCULO V(iro) P(erfectissimo) PR[AES(ide) PROV(inciae) CURANTE]“
„Der Kaiser Gaius Aurelius Valerius Diocletianus, Pontifex Maximus, zum zweiten Mal größter Germanensieger, größter Sarmatensieger, größter Persersieger, im elften Jahr seiner tribunizischen Gewalt, zum zehnten Mal zum Imperator ausgerufen, zum fünften Mal Konsul, Vater des Vaterlandes, Prokonsul, und
 der Kaiser Marcus Aurelius Valerius Maximianus, Pontifex Maximus, größter Germanensieger, größter Sarmatensieger, größter Persersieger, im zehnten Jahr seiner tribunizischen Gewalt, zum neunten Mal zum Imperator ausgerufen, zum vierten Mal Konsul, Vater des Vaterlandes, Prokonsul, die frommen, glücklichen, siegreichen Kaiser, 
 und Valerius Constantius und Galerius Valerius Maximianus, die durchlauchtigsten 
 Unterkaiser (Caesares), haben die Kastellmauer von Vitudurum von Grund auf auf ihre Kosten bauen lassen 
 unter Leitung des Aurelius Proculus, des erlauchten Provinzstatthalters.“
In Konstanz galt die Tafel im Mittelalter als wertvolles Dokument, da sie den Namen des römischen Kaisers Constantius I. verzeichnet, der als Namensgeber der Stadt gilt. Der Stein wurde so behauen, dass der Name des vermeintlichen Stadtgründers in die Mitte rückte. Die spätmittelalterliche Konstanzer Bürgerschaft nahm die Nennung als Beweis, dass die Stadt von den Römern gegründet wurde. Zwar steht die Bischofskirche tatsächlich auf einem römischen Kastell des 4. Jahrhunderts n. Chr., der Inschriftstext bezieht sich jedoch auf Vitudurum.
Vom einfachen Volk wurde die Inschrift als Heiltum verehrt. Gläubige berührten den Stein und bestrichen dann mit der Hand ihr Gesicht. Über diesen Brauch berichten sowohl der italienische Humanist Leonardo Bruni, der das Konstanzer Konzil besuchte, wie auch Hartmann Schedels Weltchronik von 1493. Schedel spottet jedoch über diese Form der Volksfrömmigkeit, dass sie aus Naivität nicht den christlichen Heiligen, sondern den Christenverfolgern gelte:
„dieselben tafel künde wenig Costnitzer lesen. das gemain volck helt dieselben tafel für ein heylthumb. die frewlein und das ander unerfarn volck hat mit berürung irer hend und mit bestreichung irer antlitze dieselben buochstaben yetzo schier gantz vo der tafel abgetilgt. wiwol doch daselbst geschriben sind die namen nit der heilligen cristi. sunder der verfolger christenlichs glawbes.“ (CCXLI).